# Еріка Ченовет
Еріка Ченовет (англ. Erica Chenoweth; нар. 22 квітня 1980) — американська політологиня, професорка публічної політики в Гарвардській школі Кеннеді та Інституті перспективних досліджень Редкліффа. Відома дослідницькою роботою щодо ненасильницьких рухів громадянського опору.

## Освіта
Еріка Ченовет здобула ступінь бакалавра в Університеті Дейтона, а потім ступінь магістра та доктора філософії в Університеті Колорадо. Також закінчила докторантуру в Гарвардському університеті та Університеті Меріленда.
З 2008 по 2012 рік викладала в Уеслінському університеті. З 2012 року працювала у Денверському університеті. Була викладачкою та співдиректоркою докторської програми в Школі міжнародних досліджень Йозефа Корбеля, дослідницею Інституту досліджень миру в Осло.
З 2018 року вона є професором державної політики в Гарвардській школі Кеннеді та Інституті перспективних досліджень імені Редкліффа Гарвардського університету.

## Робота
Разом з Марією Дж. Стефан, яка тоді працювала в Державному департаменті США, Ченовет написала книгу «Чому ненасильницький спротив ефективний». Ченовет і Стефан організували міжнародну групу вчених для виявлення всіх основних зусиль щодо насильницьких та ненасильницьких змін уряду ХХ століття. Вони описали теорію громадянського опору та його успіху для політичних змін в порівнянні з насильницькими діями протестувальників.
Їхня команда порівняла понад 200 насильницьких революцій та понад 100 ненасильницьких кампаній. Їхні дані показують, що 26 % насильницьких революцій були успішними, тоді як 53 % ненасильницьких кампаній вдалися. Вони виявили, що ненасилля сприяє демократії, а насильство — тиранії.
Як показують дані кампанії, кожна кампанія, в якій брали активну участь щонайменше 3,5 % населення, досягла успіху. Усі кампанії, які досягли цього порогу, були ненасильницькими; жодна насильницька кампанія не досягла цього порогу.

## Нагороди
У 2012 році книга «Чому ненасильницький спротив ефективний» виграла премію Американської асоціації політичних наук Фонду Вудро Вільсона «за найкращу книгу, видану в США за попередній календарний рік про уряд, політику чи міжнародні справи».
У грудні 2013 року Foreign Policy визнала Ченовет однією із 100 найкращих світових інтелектуалів року, відзначивши її роботу щодо надання доказів ефективності ненасильницьких політичних рухів.